# Graziano Diana
Graziano Diana (Livorno, 30 gennaio 1959) è un regista e sceneggiatore italiano.

## Biografia
Diplomato al Centro sperimentale di cinematografia, collabora alla sceneggiatura di Maccheroni (1985) e La famiglia (1987), diretti da Ettore Scola.
Prosegue negli anni successivi la sua attività di sceneggiatore collaborando principalmente con Simona Izzo e Ricky Tognazzi con i quali firma Ultrà del 1991 (Orso d'argento al Festival di Berlino 1991), Vite strozzate (1996), Canone inverso del 2000. Con Simona Izzo firma La scorta del 1993, Maniaci sentimentali del 1994, Tutte le donne della mia vita del 2007 e Il padre e lo straniero 2010, dal libro omonimo di Giancarlo De Cataldo, diretto da Ricky Tognazzi. Ha scritto con Angelo Pasquini Un eroe borghese (1995) dal saggio omonimo di Corrado Stajano, diretto da Michele Placido.
Oltre che nel cinema Graziano Diana si afferma come autore nel campo della televisione, scrivendo: Ultimo, del 1998, diretto da Stefano Reali; Donne di mafia (2001), diretto da Giuseppe Ferrara; Lo zio d'America (2002) diretto da Rossella Izzo; Soldati di pace, (2003) diretto da Claudio Bonivento, vincitore a Saint-Vincent della Grolla d'oro come migliore sceneggiatura televisiva dell'anno; Amiche (2004); Don Bosco (2004); L'uomo sbagliato (2005), diretto da Stefano Reali; Il giudice Mastrangelo, (2005), diretto da Enrico Oldoini; La luna e il lago (2006) scritto con Antonio Monda e diretto da Andrea Porporati, La donna della domenica, 2011, diretto da Giulio Base
Nel 2007 cura la regia del film televisivo La vita rubata, Rai 1, con Beppe Fiorello, la cui iniziale programmazione viene rinviata per una controversia sollevata dall'allora ministro Clemente Mastella. Lo sceneggiato viene poi mandato in onda il 10 marzo 2008. Nel 2008 pubblica il suo primo romanzo, Demonio (Einaudi Stile Libero) Nel 2010 cura la regia del film televisivo Edda Ciano e il comunista con Stefania Rocca e Alessandro Preziosi, che va in onda su Rai 1 il 13 marzo 2011.
Il 13 luglio 2013 riceve il Premio città di Pesaro per la sua opera nel piccolo e grande schermo.
Nel 2013 cura la regia de Gli anni spezzati. La serie viene trasmessa da Rai 1 nel gennaio 2014. Vince il premio Acqui Storia - La storia in Tv, con particolare riferimento all'episodio "Il giudice", che racconta del rapimento del giudice Mario Sossi da parte delle Brigate Rosse nel 1974.
Nel 2017 scrive con Marco Videtta e Gloria Giorgianni, anche produttrice per Anele, i docufilm Vittorio Occorsio e Piersanti Mattarella - diretti da Gianfranco Pannone e Maurizio Sciarra - per il ciclo Nel nome del popolo italiano, trasmessi da Rai 1.
Scrive e dirige il film tv A testa alta - Libero Grassi prodotto da Taodue, che va in onda su Canale 5 il 14 gennaio 2018 nell'ambito del ciclo Liberi Sognatori di cui sceneggia anche La scorta di Borsellino - Emanuela Loi.
Il 15 marzo 2018 esce nelle sale il docufilm Pertini - Il combattente scritto e diretto con Giancarlo De Cataldo. Il presidente Sergio Mattarella invita gli autori al Quirinale per una proiezione.
È story editor e sceneggiatore di puntata della serie Rosy Abate 2, prodotta da Taodue, che viene trasmessa su Canale 5 a partire dal 18 settembre 2019.
Nell'autunno 2021 va in onda la terza serie dei Bastardi di Pizzofalcone di cui è soggettista di serie, soggettista dei sei episodi e sceneggiatore di puntata con Dido Castelli e Maurizio De Giovanni. Esce come evento speciale in sala, poi su Netflix, il film Yara diretto da Marco Tullio Giordana, di cui è soggettista e sceneggiatore, sulle indagini della Pm Letizia Ruggeri (interpretata da Isabella Ragonese) sull'omicidio di Yara Gambirasio.
Il 27 ottobre 2021, al Teatro alla Scala, viene proiettata l'anteprima del film Carla sulla vita di Carla Fracci, diretto da Emanuele Imbucci e interpretato da Alessandra Mastronardi di cui è soggettista con Gloria Giorgianni e Fabio Scamoni, e sceneggiatore con Chiara Laudani. Carla esce come evento speciale nei cinema.
A partire dall'11 febbraio 2022 va in onda con successo su Canale 5 la serie "Fosca Innocenti" di cui è autore dei soggetti e delle sceneggiature insieme a Dido Castelli. Viene annunciata una seconda stagione.
Vince due Nastri d'Argento Grandi Serie Internazionali 2022, uno per I bastardi di Pizzofalcone 3 quale miglior serie crime, l'altro per Yara come miglior film tv.
Nell'autunno 2023 va in onda con successo su Canale Cinque la serie "Maria Corleone", di cui è sceneggiatore con Mizio Curcio, Paolo Marchesini e Giacomo Martelli.
il 29 settembre 2023 riceve il Premio alla Carriera al Festival Internazionale del Cinema Indipendente - CineOff di Jesi.
Dal 2003 è fra i docenti della scuola di sceneggiatura e regia Tracce di Roma. Ha tenuto masterclass sulla sceneggiatura, curate dagli istituti di cultura italiana di Lisbona e Madrid.

## Filmografia parziale

### Regia
- Lei si sveglia, regia di Graziano Diana e Salvatore Morello – serie TV (1985)
- La vita rubata – Film TV (Rai 1, 2008)
- Edda Ciano e il comunista– Film TV (Rai 1, 2011)
- Gli anni spezzati – Film TV (Rai 1, 2014)
- Liberi sognatori - A testa alta – Film TV (Canale 5, 2018)
- Pertini - Il combattente, regia di Graziano Diana e Giancarlo De Cataldo – documentario (2018)

### Sceneggiatura
- Teresa, regia di Dino Risi (1987)
- Arrivederci e grazie, regia Giorgio Capitani (1988)
- Quel treno per Budapest, regia di Paolo Poeti – serie TV (1990)
- Ultrà, regia di Ricky Tognazzi (1991)
- Colpo di coda, regia di Jose Maria Sanchez – serie TV (1992)
- La scorta, regia di Ricky Tognazzi (1993)
- Maniaci sentimentali, regia di Simona Izzo (1994)
- Un eroe borghese, regia di Michele Placido – serie TV (1995)
- Vite strozzate, regia di Ricky Tognazzi (1996)
- Teo, regia di Cinzia TH Torrini – serie TV (1997)
- Camere da letto, regia di Simona Izzo – (1997)
- Kidnapping - la sfida, regia di Cinzia TH Torrini – serie TV (1998)
- Ultimo, regia di Stefano Reali – miniserie TV (1998)
- Ama il tuo nemico, regia di Damiano Damiani – serie TV (1999)
- Canone inverso - Making Love regia di Ricky Tognazzi (2000)
- Donne di mafia, regia di Giuseppe Ferrara – serie TV (2001)
- Lo zio d'America, regia di Rossella Izzo – serie TV (2002)
- Soldati di pace, regia di Claudio Bonivento – serie TV (2003)
- Io no, regia di Simona Izzo e Ricky Tognazzi (2003)
- Amiche, regia di Paolo Poeti – serie TV (2004)
- Don Bosco, regia di Lodovico Gasparini – serie TV (2004)
- L'uomo sbagliato, regia di Stefano Reali – serie TV (2005)
- Il giudice Mastrangelo, regia di Enrico Oldoini – serie TV (2005)
- La luna e il lago, regia di Andrea Porporati– serie TV (2006)
- Tutte le donne della mia vita, regia di Simona Izzo (2007)
- Eravamo solo mille, regia di Stefano Reali – serie TV (2007)
- La vita rubata, regia di Graziano Diana – Film TV (2008)
- Il padre e lo straniero, regia di Ricky Tognazzi (2010)
- Squadra antimafia 3, regia di Beniamino Catena – serie TV (2011)
- Edda Ciano e il comunista, regia di Graziano Diana Film TV (2011)
- La donna della domenica, regia di Giulio Base – miniserie TV (2011)
- Gli anni spezzati, regia di Graziano Diana – serie TV (2014)
- Liberi sognatori - A testa alta, regia di Graziano Diana – Film TV (2018)
- Liberi sognatori - La scelta, regia di Stefano Mordini – Film TV (2018)
- Pertini - il combattente, regia di Graziano Diana e Giancarlo De Cataldo documentario (2018)
- Rosy Abate 2, regia di Giacomo Martelli – serie TV (2019)
- I bastardi di Pizzofalcone 3, regia di Monica Vullo – serie TV (2021)
- Yara, regia di Marco Tullio Giordana - film Netflix (2021)
- Carla, regia di Emanuele Imbucci - film TV (2021)
- Fosca Innocenti, regia di Fabrizio Costa e Giulio Manfredonia – serie TV, 5 episodi (2022-2023)
- Maria Corleone, regia di Mauro Mancini - serie TV, episodi 1x03-1x04 (2023)